# 대한민국 민법 제609조
대한민국 민법 제609조는 사용대차의 의의에 대한 민법 채권법 조문이다.

## 조문
제609조(사용대차의 의의) 사용대차는 당사자 일방이 상대방에게 무상으로 사용, 수익하게 하기 위하여 목적물을 인도할 것을 약정하고 상대방은 이를 사용, 수익한 후 그 물건을 반환할 것을 약정함으로써 그 효력이 생긴다.

第609條(使用貸借의 意義) 使用貸借는 當事者 一方이 相對方에게 無償으로 使用, 收益하게 하기 爲하여 目的物을 引渡할 것을 約定하고 相對方은 이를 使用, 收益한 後 그 物件을 返還할 것을 約定함으로써 그 效力이 생긴다.

## 참고 문헌
- 오현수, 일본민법, 진원사, 2014. ISBN 978-89-6346-345-2
- 오세경, 대법전, 법전출판사, 2014 ISBN 978-89-262-1027-7
- 이준현, LOGOS 민법 조문판례집, 미래가치, 2015. ISBN 979-1-155-02086-9

## 같이 보기
- 사용대차